# روستا الپین (کالیفرنیا)
روستا الپین، کالیفرنیا (به انگلیسی: Alpine Village, California) یک منطقهٔ مسکونی در ایالات متحده آمریکا است که در شهرستان آلپاین، کالیفرنیا واقع شده‌است.

## خصوصیات
روستا الپین ۷٫۲۶۲ کیلومترمربع مساحت و ۱۱۴ نفر جمعیت دارد و ۱٬۷۰۸ متر بالاتر از سطح دریا واقع شده‌است.